# Camon, Somme
Camon là một xã ở tỉnh Somme, vùng Hauts-de-France, Pháp. Xã được sông Somme chia đôi. Xã chính ở hữu ngạn. Xã toạ lạc trên tuyến đường N29 giữa Albert và Amiens.

## Dân số
| 1936                                                           | 1946 | 1954 | 1962 | 1968 | 1975 | 1982 | 1990 | 1999 |
| -------------------------------------------------------------- | ---- | ---- | ---- | ---- | ---- | ---- | ---- | ---- |
| 1800                                                           | 1764 | 1830 | 2110 | 3008 | 4350 | 4214 | 3920 | 4366 |
| Số liệu điều tra dân số từ năm 1962, dân số không tính hai lần |      |      |      |      |      |      |      |      |

## Địa điểm nổi bật
- Giáo đường thế kỷ 16.